# Aloe morijensis
Aloe morijensis ist eine Pflanzenart der Gattung der Aloen in der Unterfamilie der Affodillgewächse (Asphodeloideae). Das Artepitheton morijensis verweist auf das Vorkommen der Art bei Morijo in Kenia.

## Beschreibung

### Vegetative Merkmale
Aloe morijensis wächst stammbildend und ist vor allem von der Basis aus verzweigt. Die fast aufrechten und ausgebreiteten Triebe erreichen eine Länge von bis zu 100 Zentimeter und sind 1,5 Zentimeter dick. Die eiförmig verschmälerten Laubblätter sind zerstreut entlang der Triebe angeordnet. Die leuchtend grüne Blattspreite ist bis zu 17 Zentimeter lang und 3 Zentimeter breit. Auf ihr befinden sich wenige verlängerte, helle Flecken. Die Blattunterseite ist dunkler grün und zahlreicher gefleckt. Die Blattoberfläche ist glatt. Die grünen bis bräunlichen Zähne am Blattrand sind 2 bis 5 Millimeter lang und stehen 5 bis 15 Millimeter voneinander entfernt. Die gestreiften, faserigen Blattscheiden sind bis zu 2 Zentimeter lang. Blattsaft fehlt.

### Blütenstände und Blüten
Der Blütenstand ist einfach oder weist ein bis zwei Zweige auf. Er erreicht eine Länge von bis zu 50 Zentimeter. Die konisch spitz zulaufenden Trauben sind bis zu 20 Zentimeter lang und 6 Zentimeter breit. Die eiförmig-deltoiden, grannenspitzigen Brakteen weisen eine Länge von bis zu 15 Millimeter auf und sind 8 Millimeter breit. Die orangeroten, spitzenwärts gelb werdenden Blüten stehen an 20 Millimeter langen Blütenstielen. Sie sind 28 Millimeter lang und an ihrer Basis verschmälert. Auf Höhe des Fruchtknotens weisen die Blüten einen Durchmesser von 6 Millimeter auf. Darüber sind sie leicht verengt. Ihre äußeren Perigonblätter sind auf einer Länge von 7 Millimetern nicht miteinander verwachsen. Die Staubblätter und der Griffel ragen kaum aus der Blüte heraus.

### Genetik
Die Chromosomenzahl beträgt {\displaystyle 2n=14}.

## Systematik und Verbreitung
Aloe morijensis ist im Südwesten von Kenia und im Norden von Tansania auf felsigen Hängen in grasigem Buschland in Höhen von etwa 2500 Metern verbreitet.
Die Erstbeschreibung durch Susan Carter und Peter Edward Brandham wurde 1979 veröffentlicht.
Es werden folgende Varietäten unterschieden:
- Aloe morijensis var. morijensis
- Aloe morijensis var. ojonokae[3]

## Nachweise